# Echeveria rauschii
Echeveria rauschii là một loài thực vật có hoa trong họ Crassulaceae. Loài này được Keppel miêu tả khoa học đầu tiên năm 1969.